# Brozolo
Brozolo is een gemeente in de Italiaanse provincie Turijn (regio Piëmont) en telt 478 inwoners (31-12-2004). De oppervlakte bedraagt 8,9 km², de bevolkingsdichtheid is 54 inwoners per km².

## Demografie
Brozolo telt ongeveer 221 huishoudens. Het aantal inwoners steeg in de periode 1991-2001 met 12,4% volgens cijfers uit de tienjaarlijkse volkstellingen van ISTAT.
| Jaar | Inwoneraantal |
| ---- | ------------- |
| 1991 | 387           |
| 2001 | 435           |

## Geografie
Brozolo grenst aan de volgende gemeenten: Verrua Savoia, Brusasco, Moransengo (AT), Robella (AT), Cocconato (AT).
1. ↑  https://demo.istat.it/?l=it.